# 何昶希
何昶希（ホー・チャンシー、1997年11月24日 - ）は、中華人民共和国の歌手。男性アイドルグループ・UNINEの元メンバー。

## 来歴
2019年にiQIYIのオーディション番組『青春有你』に参加し、最終順位9位となり、UNINEのメンバーとしてデビュー。UNINEの解散後は、ソロで歌手活動を行っている。

## ディスコグラフィ
- 偷偷（2022年1月20日）[4]
- 我們 (拾回計劃)（2022年2月22日）[5]

## 出演
- 青春有你（2019年、iQIYI）[6][7]